# 33044 Erikdavy
33044 Erikdavy este un asteroid din centura principală de asteroizi.

## Descriere
33044 Erikdavy este un asteroid din centura principală de asteroizi. A fost descoperit pe 20 octombrie 1997 la Prescott (Arizona) de Paul G. Comba. Asteroidul prezintă o orbită caracterizată de o semiaxă mare de 2,38 ua, o excentricitate de 0,09 și o înclinație de 0,5° în raport cu ecliptica.